# Vlastimil Rada
Vlastimil Rada (5. dubna 1895, České Budějovice – 22. prosince 1962, Praha) byl český grafik, malíř (zejména krajinář), ilustrátor a spisovatel.

## Život
Narodil se v Českých Budějovicích, v rodině železnobrodských rodáků, c. k. středoškolského profesora kreslení Petra Rady (* 1857) a jeho manželky Oldřišky Addeové (* 1858). V roce 1904 rodina přesídlila do Prahy. V letech 1908 až 1912 během studia na střední škole Vlastimil navštěvoval i soukromou malířskou školu krajináře Václava Jansy. V letech 1912–1919 studoval malbu na Akademii výtvarných umění v Praze u profesorů Maxe Švabinského, Jana Preislera a sochařství u Jana Štursy. V roce 1913 se zúčastnil studijní cesty mladých akademiků do Francie. Kromě návštěvy Louvru ho zejména zajímá tvorba současných tvůrců v soukromých galeriích. Paradoxně až při zpáteční cestě se ve Stuttgartu podrobněji seznamuje s dílem Paula Cézanna. Na této cestě se poprvé blížeji poznává s Václavem Rabasem.
Od roku 1913 byl členem Výtvarného odboru Umělecké besedy a patřil mezi hlavní představitele jejího reformního venkovského křídla kolem tzv. Jarešovy skupiny. V letech 1918–1920 se stává krátce členem Spolku výtvarných umělců Mánes. Od roku 1920 již pravidelně vystavuje pouze s Uměleckou besedou. V roce 1921 píše do časopisu Život článek „Cestou pravdy“, kde formuluje základní teoretická východiska umělecké tvorby. V letech 1920–1925 žil v Železném Brodě, kde nachází svůj umělecký výraz spojující národní tradici s moderními výrazovými prostředky. Přestože se od roku 1926 natrvalo usazuje v Praze, do Železného Brodu se opakovaně vrací.
Ve třicátých letech pravidelně vystavuje v zahraničí, opakovaně na Bienále v Benátkách, ve vídeňském Kunstlerhausu, na Mezinárodní výstavě v Carnegie Institutu v Pittsburghu, na výstavě Umění a techniky v Paříži, dále úspěšně na Mezinárodní výstavě současného umění v Bruselu (čestná cena), reprezentuje československé umění v Moskvě a získává zlatou medaili na Mezinárodní výstavě grafického umění ve Florencii. Od roku 1937 se stal dopisujícím členem spolku Wiener Sezession. V roce 1942 je zvolen předsedou Výtvarného odboru Umělecké besedy. Roku 1946 se stává řádným profesorem na Akademii výtvarných umění v Praze. V roce 1954 je jmenován laureátem státní ceny a v roce 1958 národním umělcem.

## Výtvarná tvorba
Vlastimil Rada navazoval na tradici české krajinomalby, kterou obohatil zejména o poesii zimy na Železnobrodsku. Vesnické domky v zachmuřené zimní krajině, motivy s prostými příběhy lidí navazující na alšovskou tradici jsou hlavními znaky jeho tvorby. Krajina v sytém zeleno (modro)-bílo-hnědém barevném akordu zůstala v olejomalbě jeho výtvarnou doménou, např. Chalupy pod horami (1922), Zima na potoce (1929) a Železný Brod (1931). Figurální stafáž, koňské povozy a sáně umocňují poetické vyznění zimní krajiny jak ve dvacátých letech, tak i na přelomu třicátých a čtyřicátých let, např. Sáně (1919/20), opakovaně variovaná Zima v Pokrkonoší (1938) a Večer na vsi (1940). Sociální tematika je vlastní obrazům Poutník (1915), Pohřeb (1917), Lopota (1921 a 1926) a Vandrák (1922). Výtvarné prostředky Vlastimila Rady při zobrazování české krajiny sahají od výrazně abstrahovaného poetického pojetí, které vrcholí jeho temperou Chalupy (1932), až po realistické zachycení dálkových pohledů do osídlené rovinaté nebo horské krajiny, např. Krajina u Cerhonic (1949), Zlatý kůň u Berouna (1952), Krajina v Troji u Prahy (1952).
Vlastimil Rada je oprávněně považován za pokračovatele ilustračního díla Mikoláše Alše. Jeho osobitá a okamžitě rozpoznatelná kresba se vyznačuje charakteristickou nervní „roztřesenou“ obrysovou linkou. Proslavil se jako autor knižních obálek a ilustrátor, především děl ruské a světové klasiky Nikolaj Vasiljevič Gogol, Anton Pavlovič Čechov, Michail Jevgrafovič Saltykov-Ščedrin a Charles Dickens. Za soubor ilustrací děl Aloise Jiráska získal v roce 1949 státní cenu. Hojně ilustroval i knihy dalších českých klasiků, například Karel Havlíček Borovský, Božena Němcová, Eduard Bass, Jan Neruda a Karel Poláček. Svůj smysl pro humor zejména osvědčil v četných románech ze studentského prostředí Jaroslava Žáka.
Společně s V. Rabasem, V. Sedláčkem a J. Kojanem je hlavním představitelem moderní národní tradice v české krajinomalbě v období mezi I. a II. světovou válkou. Stálou expozici má v Městské galerii Vlastimila Rady v Železném Brodě, kde je vystavena i nově zrestaurovaná divadelní opona (rozměry 4,5×9 metru) - společné dílo Vlastimila Rady a Václava Rabase.

### Zastoupení ve veřejných sbírkách
- Národní galerie v Praze, např. obrazy Krajina s donem Quijotem (1921), Krajina s potokem (1926) a Most u Navarova (1928)
- Galerie hlavního města Prahy, např. obrazy Kamenice u Navarova (1928), Zima na potoce (1929) a Emauzy (1947)
- Moravská galerie v Brně, např. obrazy Zima v Železném Brodě (asi 1929), Zima (1949) a Sáně na dvoře (1957)
- Galerie Středočeského kraje, např. obrazy Pohřeb (1917) a Turské pole (1934)
- Oblastní galerie v Liberci, např. obraz Bílý koníček (1927)
- Západočeská galerie v Plzni, např. obraz Zabijačka (1929)
- Východočeská galerie v Pardubicích, např. obraz Zima u Podbaby (1939)
- Galerie umění Karlovy Vary, např. obraz Zima v Železném Brodě (1926)

## Spisy
- Bohatýrská trilogie, spolu s Jaroslavem Žákem, Praha : SNKLHU, 1959, trilogie obsahuje:
  - Vzpoura na parníku „Primátor Dittrich“
  - Dobrodružství šesti trampů (Nové pověsti české)
  - Z tajností žižkovského podsvětí

Poznámka
Pod jeho jménem vydal Karel Poláček v roce 1941 svůj román Hostinec „U kamenného stolu“ (zfilmován byl v roce 1948 , do kin uveden roku 1949).

## Ocenění
- 1935 – Mezinárodní výstava současného umění, Brusel, čestná cena za obraz Paysage d'hiver
- 1936 – Mezinárodní výstava grafického umění, Florencie, zlatá medaile
- 1937 – Mezinárodní výstava, Paříž, 2 zlaté medaile za malbu a ilustraci
- 1949 – Státní cena za soubor ilustrací díla Aloise Jiráska
- 1954 – Laureát státní ceny Klementa Gottwalda
- 1958 – Národní umělec
- 1962 – Řád republiky